# Kathleen Amant
Kathleen Amant (Aalst, 1969) is auteur en illustrator van prentenboeken voor peuters en kleuters. Kathleen studeerde Toegepaste Kunsten, en ging daarna aan de slag als vormgever bij Het Nieuwsblad. Na de geboorte van haar zoon werd ze zelfstandig graficus en illustrator.